# Fekete péntek (vásárlás)
A fekete péntek (ismertebb, eredeti, angol nevén Black Friday) a hálaadást követő péntek elnevezése az Egyesült Államokban, amely ott néhány évtizede hagyományosan a karácsonyi bevásárlási szezon kezdete. A kifejezés 1966-ban keletkezett, használata 2009-re vált általánossá. Mivel a hálaadás az Egyesült Államokban november negyedik csütörtökére esik, a fekete péntek így november 23-29. közé esik.
Magyarországon első alkalommal 2014. november 28-án tartották meg a kiskereskedelemben a Black Friday nevű akciót, amelyen átlagon felüli árkedvezményeket kínálnak a vásárlóknak.

## A kifejezés eredete
A fekete péntek kifejezést számos eseményre használták már a 19. század óta, amikor először az 1869-es pénzügyi válság volt az apropója (A fekete szín ilyenkor valamilyen negatív esemény megjelölésére szolgál pl. fekete hétvége). A hálaadást követő péntekre 1966 óta használják ezt a kifejezést. Használata Philadelphiából ered, 1965-ből amikor a megnövekedett forgalom miatt kialakult közlekedési káoszra utal:
1966. január -- „Fekete péntek” nevet adta a Philadelphiai Rendőrség a hálaadást követő napnak. Azonban ez nem egy kedveskedő név. A fekete péntekkel indul meg a karácsonyi bevásárlószezon, ami hatalmas dugókkal, a belvárosi boltokhoz siető vásárlók miatt tömött járdákkal jár.
A kereskedők és a média által használt kifejezés mai értelemben azonban arra utal, hogy a kereskedők a karácsonyi bevásárlási szezon első napján jelentős nyereséget könyvelhetnek el (a könyvelésben hagyományosan fekete színnel jelölik meg a nyereséget, míg a piros színnel a veszteséget).

## Sajátosságai
A fekete péntek nem hivatalos szünnap, de sokan szabadnapot vesznek ki erre a napra (a kereskedelemben és a bankszektorban dolgozók kivételével), és ez megnöveli a lehetséges vásárlók számát. A kereskedők már gyakran hetekkel korábban elkészítik a karácsonyi dekorációt. Sok kereskedő igen korán kinyit: többségük reggel 5 órakor, de akár még korábban. Vannak nagyobb áruházláncok (mint például a Sears, a Best Buy, a Macys és a Walmart), amelyeknek egyes egységei 0 órakor nyitnak és csak 24 óra múlva, éjfélkor zárnak be. Nyitáskor a kereskedők rendkívül alacsony (akár önköltség alatti) árakat szabnak, amellyel igyekeznek a tömegeket a boltjaikba vonzani. Habár a fekete péntek, mely a hálaadást követő első nyitvatartási nap, már legalább 1924, az első modern Macy's Thanksgiving Day Parade óta a karácsonyi bevásárlószezon nemhivatalos kezdete, a „Black Friday” kifejezés csak az 1960-as években jelent meg.
A sajtó gyakran az év legnagyobb kiskereskedelmi forgalmát hozó napként utal a fekete péntekre, azonban ez nem mindig van így. Habár egyike a legforgalmasabb napoknak a vevők számát tekintve, a tényleges eladási forgalmat nézve 1993 és 2001 között csak az ötödik-tizedik helyezettnek számít. Mindenesetre 2002-ben és 2004-ben második, 2003-ban és 2005-ben pedig a legforgalmasabb nap volt. Az Egyesült Államokban az év legnagyobb forgalmát bonyolító nap mind a vevők számát, mind a bevételt tekintve szokásosan a karácsonyt megelőző szombat.
Magyarországon, 80-90%-ban leginkább online vásárolnak, még akkor is, ha a termék később érkezik meg, mert akkor nem kell bevásárolniuk, személyesen az üzletből, az óriási akciók forgatagában. Online sokkal jobban szeretnek vásárolni a magyarok. 
A városokban megszokott a nagy leértékeléssel nyitó üzletek előtt órák hosszat várakozó emberek sora. Amikor bejutnak, a vásárlók lerohanják a boltot és amit tudnak, megragadnak, mivel a legvonzóbb termékekből rendszerint csak néhány darab van. Mindez időnként sérülést, olykor halált is okoz: 2008-ban (akkor november 28-ára esett a fekete péntek) egy bolti alkalmazottat halálra tapostak az egyik New York-i Walmart üvegajtaját az öt órai nyitás előtt percekkel beszakító vásárlók; egy kismamát ugyanitt kórházba kellett szállítani. Ugyanezen a napon két ember meghalt, amikor vásárlók két csoportja között kialakult vita lövöldözésbe torkollott.
A játékok és elektronikai cikkek a legkeresettebbek, így leginkább ezeket akciózzák. Míg ez sokakat vonz, másokat elriaszt a hatalmas tömeg, és inkább otthon maradnak. A helyi sajtó általában bemutatja a nyitás előtt felsorakozó, majd később a megvásárolt árukkal távozó vásárlókat. A fekete péntek hagyományosan a karácsonyi ajándékot vásárlókat célozza meg. Néhány különösen népszerű árucikket azért vásárolnak meg az ilyenkor szokásos nyomott áron, hogy később eladhassák (többnyire az interneten keresztül).
Magyarországon 2014 óta van jelen a fekete péntek, népszerűségét jól mutatja, hogy 2017-ben a black friday volt a legfelkapottabb keresés, és 2018-ban is a top 5-ben szerepelt.